# Tokkei Winspector
Tokkei Winspector (jap. 特警ウインスペクター Tokkei Uinsupekutā; Specjalna Policja Winspector) – japoński serial tokusatsu, dziewiąta odsłona sagi Metalowi herosi a także pierwsza część trylogii Rescue Heroes. Wyprodukowany przez firmę Toei Company, emitowany był na kanale TV Asahi od 4 lutego 1990 do 13 stycznia 1991. Liczył 49 odcinków. Cieszył się dużą popularnością w Niemczech oraz Brazylii. Sequelem Winspectora jest serial Tokkyū Shirei Solbrain.

## Fabuła
Akcja dzieje się w Japonii w czasach obecnych. Wskutek zwiększającej się przestępczości i terroru w kraju, policja postanawia znaleźć nowe środki ochrony społeczeństwa. Sformowana zostaje specjalna jednostka policyjno-ratunkowa o nazwie Winspector, do której należy Ryōma Kagawa – policjant wyposażony w specjalną zbroję zwaną Fire oraz dwójka robotów – Walter i Bichael. Uzbrojeni w zdobycze technologii oraz sprzęt ratowniczy wspólnie stawiają czoła przestępcom.

## Bohaterowie
- Ryōma Kagawa (jap. 香川 竜馬 Kagawa Ryōma) / Fire (jap. ファイヤー Faiyā) – główny bohater serii, 23-letni oficer policji. Przywódca trójki. Gdy miał 11 lat on i jego młodsza siostra Yūko stracili w pożarze rodziców. Zna kilka języków. Posiada samochód zwany Winsquadem oraz do walki ubiera specjalny kombinezon w kolorze czerwonym zwany Fire. Jego osobistą bronią jest miecz Maxcalibur a także później działo zwane Giga Streamerem. Ryouma może ubrać zbroję tylko na 5 minut, ponieważ jeśli przekroczy ten limit kostium się przegrzeje a Ryouma straci życie pod wpływem ugotowania się. Wraz z Walterem i Bichaelem powraca w 21 odcinku Solbrain, a następnie w 34 odcinku dołącza na stałe do drużyny jako Knight Fire (ナイトファイヤー Naito Faiyā).

- Walter (jap. ウォルター Worutā) – "brat" Bichaela, jeden z dwójki robotów, które pomagają Ryoumie. Walter nosi na sobie pancerz koloru morskiego i jest uzbrojony w parę skrzydeł zwanych Dislider, które umożliwiają mu lot. Zdecydowanie poważniejszy od Bichaela, denerwują go jego żarty. Walter kocha dzieci i stara cieszyć się życiem. Wraz z Ryoumą i Bichaelem powraca w 21 odcinku Solbrain.

- Bichael (jap. バイクル Baikuru) – "brat" Waltera, jeden z dwójki robotów, które pomagają Ryoumie. Bichael nosi na sobie pancerz w kolorze żółtym, posiada w sobie koło, które umożliwia mu surfowanie po lądzie. Uzbrojony jest w parę pałek policyjnych zwanych BiSpear, które mogą dodatkowo połączyć się w dłuższy kij. Od 14 odcinka Bicle posiada również motocykl Winchaser. Bichael to osobnik wesoły i uczuciowy, a przy tym pajacowaty. Mówi w gwarze z okolic Nagoi. Wraz z Ryoumą i Walterem powraca w 21 odcinku Solbrain.

- Shunsuke Masaki (jap. 正木 俊介 Masaki Shunsuke) - szef i twórca Winspector, przybrany wujek Hisako Koyamy i Ryōty Koyamy. Zwykle przebywa w głównej bazie grupy, jednak gdy zachodzi potrzeba, np. członek drużyny zostaje porwany, przybywa na miejsce zdarzenia i przejmuje kierownictwo nad akcją. Przyjaźnił się z ojcem Hisako - Masanobu Koyamą, który zginął na służbie 6 lat przed akcją serialu i zajął się jego osieroconymi dziećmi. Jest właścicielem owczarka niemieckiego o imieniu Alec. Po rozwiązaniu Winspector stworzył kolejną grupę zadaniową o nazwie Solbrain. Pojawił się również w 3 ostatnich odcinkach Exceedraft.

- Junko Fujino (jap. 藤野 純子 Fujino Junko) - jedyna kobieta w grupie, zajmuje się zdobywaniem informacji. Świetnie strzela.

- Hisako Koyama (jap. 小山 久子 Koyama Hisako) - agentka Winspector, właścicielka kawiarni, w której pracuje razem ze swoim młodszym bratem Ryōtą. Ich ojciec - Masanobu Koyama był policyjnym partnerem Masakiego oraz pomysłodawcą Winspector. Niestety 6 lat przed akcją serialu zginął na służbie wskutek eksplozji bomby. Masaki zaopiekował się dwójką dzieci, a gdy Hisako dorosła przyjął ją do pracy.

- Shin'ichi Nonoyama (jap. 野々山 真一 Nonoyama Shin'ichi) - geniusz techniczny, mechanik Winspector. Opiekuje się Walterem i Bichaelem. Zbudował im pomocnika - Demitasa. Amator szachów, często gra w nie z jednym z robotów.

- Yūko Kagawa (jap. 香川 優子 Kagawa Yūko) – młodsza siostra Ryōmy, mieszka samotnie w miejscu, gdzie stał ich dawny dom. Zajmuje się uprawą roślin. Często jest odwiedzana przez brata i czasem uczestniczy w ważniejszych momentach serialu.

- Madox (jap. マドックス Madokkusu) - superkomputer, który posiada dane o każdym kryminaliście, z jakim grupa ma do czynienia.

- Demitas (jap. デミタス Demitasu) - malutki robot stworzony przez Nonoyamę do towarzyszenia podczas akcji Walterowi i Bicle’owi, a także do ich naprawy. Zwykle występuje razem z Bichaelem, z którym nawiązał nić przyjaźni. Demitas jest pajacowaty, ale nie aż tak jak Bichael.

## Obsada
- Ryōma Kagawa: Masaru Yamashita
- Walter: Seiichi Hirai (głos)
- Bicle: Kaoru Shinoda (głos)
- Shunsuke Masaki: Hiroshi Miyauchi
- Junko Fujino: Mami Nakanishi
- Madox: Kazuhiko Kishino (głos)
- Hisako Koyama: Sachiko Oguri
- Shin'ichi Nonoyama: Masaru Ōbayashi
- Demitas: Issei Futamata (głos)